# Backlash (2005)
Backlash (2005) foi um evento pay-per-view de wrestling profissional realizado pela World Wrestling Entertainment, ocorreu no dia 1 de maio de 2005, na Verizon Wireless Arena, na cidade de Manchester, Nova Hampshire. Esta foi a sétima edição da cronologia do Backlash.

## Antes do evento

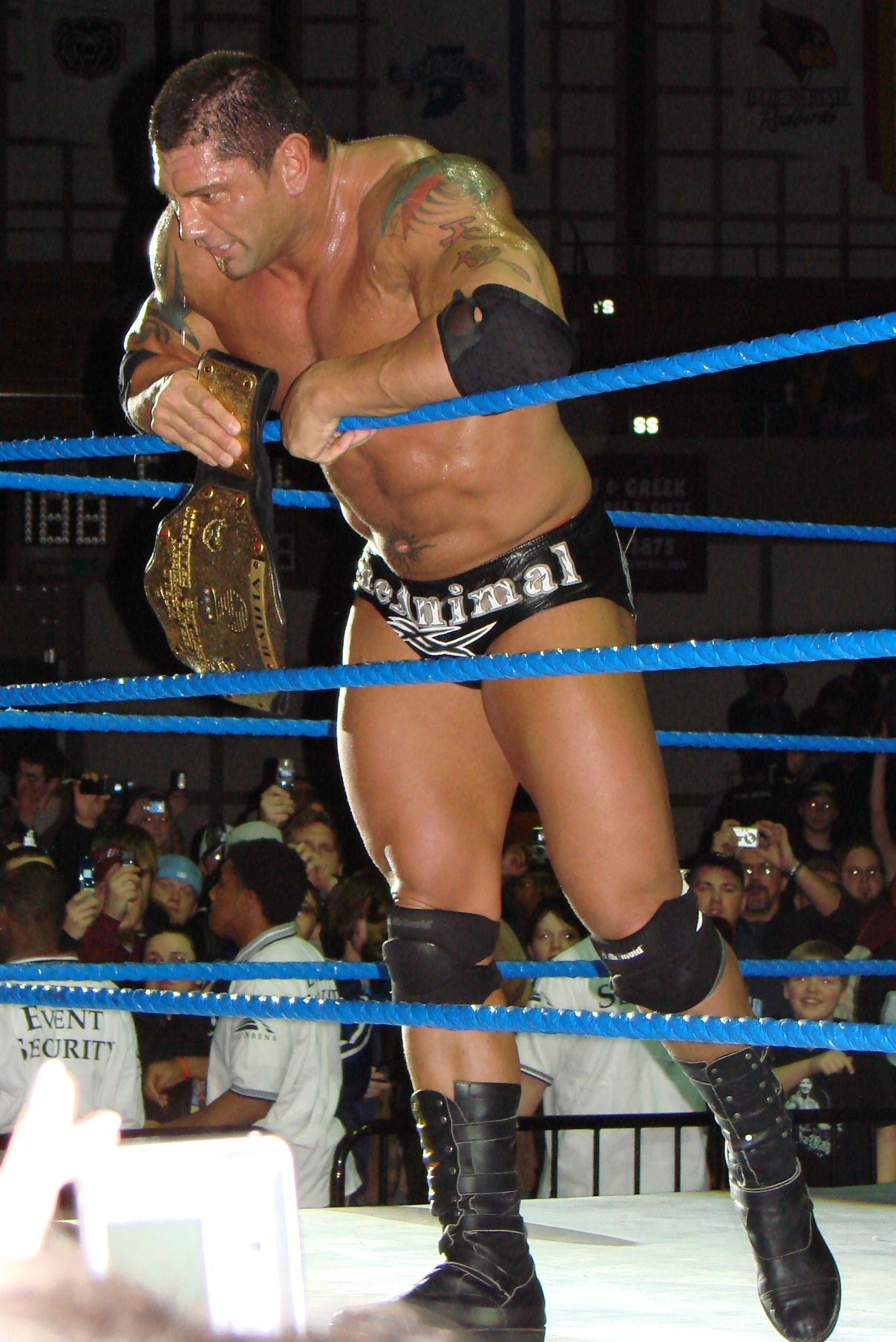
Batista manteve o World Heavyweight Championship

Backlash teve lutas de wrestling profissional de diferentes lutadores com rivalidades e histórias pré-determinadas que se desenvolveram na Raw — programa de televisão da World Wrestling Entertainment. Os lutadores interpretaram um vilão ou um mocinho seguindo uma série de eventos para gerar tensão, culminando em várias lutas.

## Resultados
| #                              | Lutas | Estipulação                                             | Duração |
| ------------------------------ | --- | ------------------------------------------------------- | ------- |
| Sunday Night Heat              | Tyson Tomko derrotou Val Venis | Singles match                                           | 05:40   |
| 1                              | Shelton Benjamin (c) derrotou Chris Jericho | Singles match pelo WWE Intercontinental Championship    | 14:30   |
| 2                              | Rosey e The Hurricane derrotaram Tajiri & William Regal (c), The Heart Throbs (Antonio e Romeo), Simon Dean & Maven e La Résistance (Robert Conway e Sylvain Grenier) - Regal e Tajiri eliminaram The Heartthrobs (03:10) - Regal e Tajiri eliminaram Simon Dean e Maven (05:54) - Conway e Grenier eliminaram Regal e Tajiri (09:16) - Hurricane e Rosey derrotaram Conway & Grenier (13:43) | Tag Team Turmoil match pelo World Tag Team Championship | 13:43   |
| 3                              | Edge derrotou Chris Benoit | Last Man Standing match                                 | 18:47   |
| 4                              | Kane (com Lita) derrotou Viscera (com Trish Stratus) | Singles match                                           | 06:09   |
| 5                              | Hulk Hogan e Shawn Michaels derrotaram Muhammad Hassan e Daivari | Tag Team match                                          | 15:05   |
| 6                              | Batista (c) derrotou Triple H (com Ric Flair) | Singles match pelo World Heavyweight Championship       | 16:26   |
| (c) - Campeão(s) antes da luta | |                                                         |         |